# Ugello spruzzatore

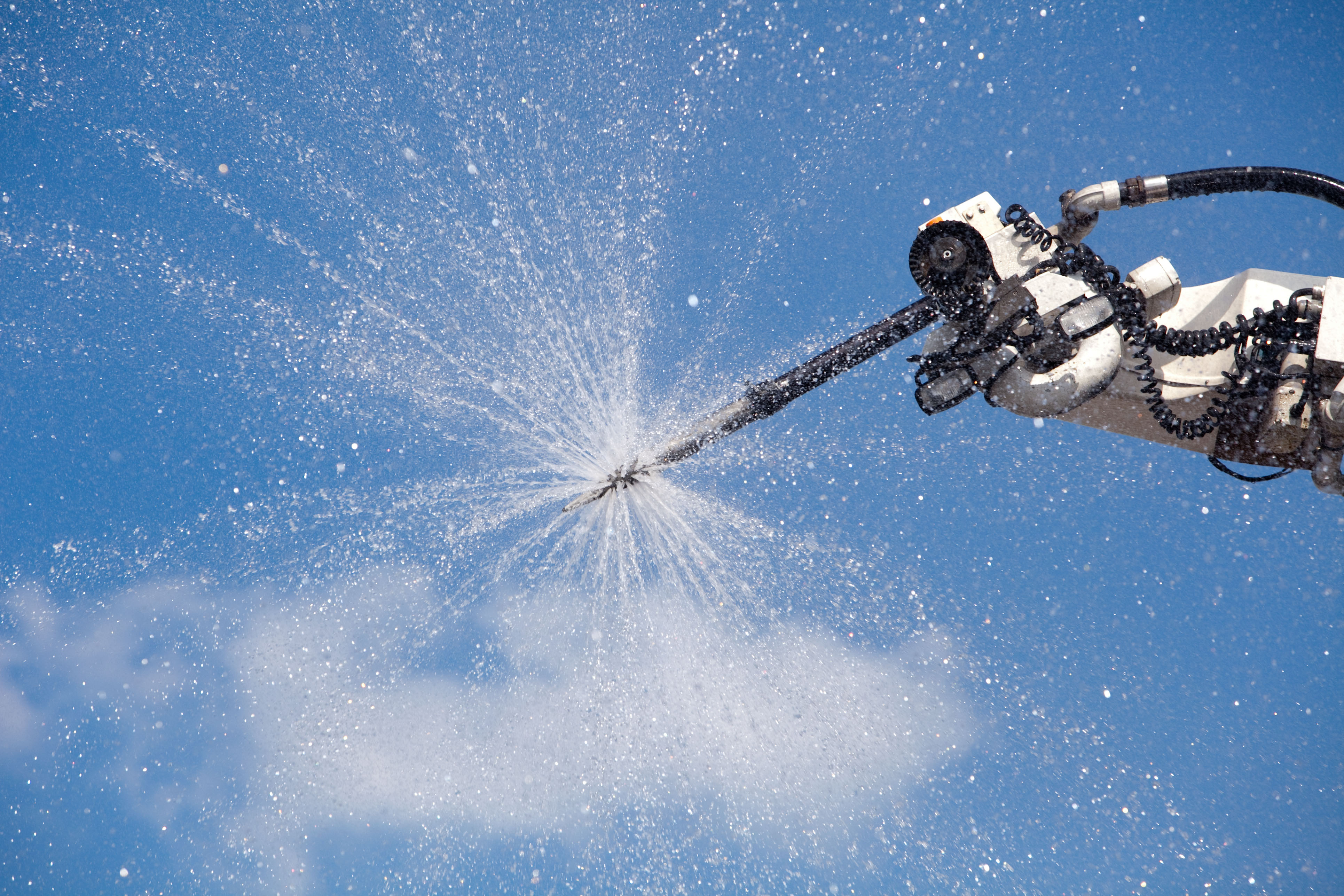
Un ugello spruzzatore in funzione.

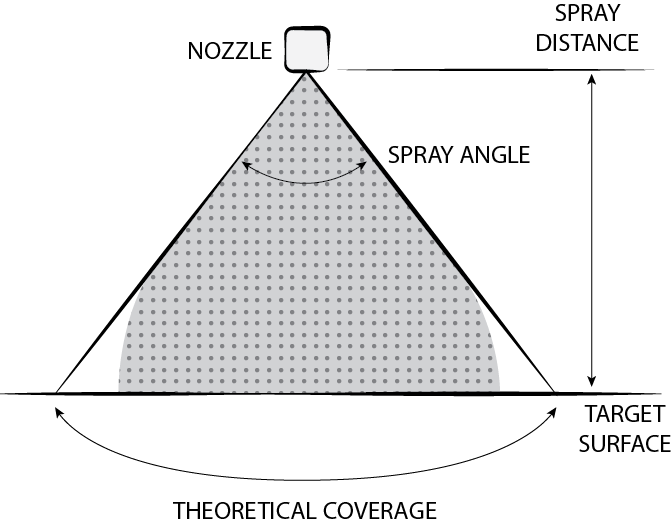
Schema di funzionamento di un ugello spruzzatore.

L'ugello spruzzatore è un dispositivo progettato allo scopo di frazionare un liquido in gocce generando un getto dalla forma definita, che può essere impiegato in diversi processi industriali.

## Caratteristiche e classificazione degli spruzzatori
Esistono diverse classificazioni degli ugelli basate su diversi criteri. Uno spruzzatore si definisce fornendo le seguenti informazioni:
- Tipo del getto (cono pieno, cono cavo, getto a ventaglio, getto a dardo)
- Materiale di costruzione (ottone, acciaio inox, altri)
- Dimensione e tipo della filettatura di connessione
- Portata di liquido in litri al minuto ad una pressione definita (la portata varia con la pressione di alimentazione).

Il fabbricante può, quando necessario, fornire altre caratteristiche da rilevare in laboratorio quando necessario, come per esempio la forza di impatto del getto, o lo spettro dimensionale delle gocce prodotte.
Non esistono norme di unificazione per gli spruzzatori, tuttavia essendo questi prodotti di usura, si sta costituendo una normazione di fatto che assicura al cliente la intercambiabilità dei prodotti di diversi fabbricanti.
In un passato anche recente era abbastanza comune la fabbricazione degli spruzzatori da parte di officine artigianali, oggi le esigenze di processi industriali molto più complessi richiedono una precisione sempre maggiore nel funzionamento di uno spruzzatore ed il numero dei fabbricanti su va riducendo a quelle industrie che possono disporre di macchinari di alta precisione, uffici tecnici e laboratori di alto livello.

### Forma del getto
In base alla forma del getto, gli ugelli spruzzatori si suddividono in:

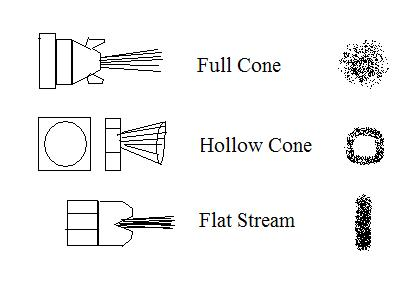
Schema di funzionamento e sezione del getto di un ugello a cono pieno (in alto), a cono cavo (al centro) e a getto piatto (in basso).

- ugelli a cono pieno: le gocce escono dall'orifizio dell'ugello formando un cono con angolo di apertura ben definito, il cui volume interno è riempito da gocce; vengono in genere usati per il raffreddamento di superfici;
- ugelli a cono cavo: le gocce escono dall'orifizio formando un getto conico, dove le gocce sono distribuite solo sulla superficie esterna. Vengono usati per esempio allo scopo di intercettare particelle solide in sospensione contenute in fumi da depurare che vengono fatti defluire attraverso una torre di lavaggio;
- ugelli a getto piatto: le gocce escono dall'orifizio formando un getto simile ad un ventaglio, con angolo di apertura ben definito; vengono usati per esempio allo scopo di lavare oggetti in movimento rispetto all'ugello, per esempio vegetali che scorrono sopra un nastro trasportatore.

Le dimensioni delle gocce vengono in genere descritte attraverso un istogramma che ne definisce lo spettro, ovvero le percentuali presenti per classi di diametro.
È interessante notare che un litro di liquido polverizzato in gocce molto fini può originare una superficie di scambio termico di decine di metri quadri, permettendo processi evaporativi di grande rapidità.

### Principio di funzionamento

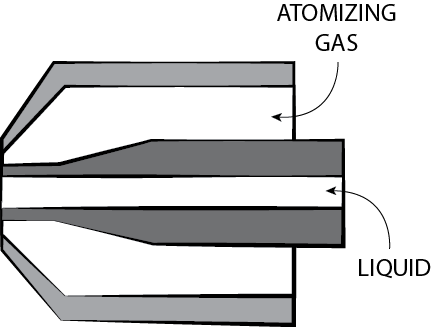
Vista in sezione di un atomizzatore ad aria compressa.

In base al principio di funzionamento, si parla di:
- ugelli puramente idraulici: producono un getto di liquido trasformando la pressione di un liquido in energia cinetica all'uscita in atmosfera; funzionano con pressioni da 0,25 a 4000 bar e producono gocce di diametro compreso tra 200 e 3.000 micron;
- atomizzatori ad aria compressa: ottengono il frazionamento investendo il liquido in uscita con una corrente di aria compressa, che deforma e fraziona il liquido con sollecitazioni di taglio; funzionano con pressioni contenute in genere sotto i 10 bar e producono tipicamente gocce di diametro compreso tra 30 e 300 micron.

### Materiali
Per la realizzazione degli ugelli vengono impiegati, in base alle caratteristiche del processo ed ai liquidi da polverizzare, materiali quali ottone, diversi tipi di acciai inossidabili e superleghe (Hastelloy, Incolloy, Stellite), metallo duro (carburo di tungsteno) e diversi materiali plastici quali PVC, polipropilene, Teflon, Delrin, PVDF.

## Applicazioni
Il getto prodotto dall'ugello, costituito da un insieme di goccioline di diametro diverso può essere impiegato per scopi diversi, come ad esempio:
- sfruttare l'impatto prodotto dalle gocce su di una superficie (per lavarla o pulirla)
- raffreddare superfici per mezzo del ruscellamento di liquido sulla loro superficie
- applicare prodotti liquidi su superfici (verniciatura a spruzzo)
- raffreddare correnti gassose per evaporazione del liquido (processo di "raffreddamento evaporativo")
- evaporare un liquido spruzzandolo in correnti di aria calda (è il cosiddetto "essiccamento a spruzzo", utilizzato ad esempio per produrre il latte in polvere).

Esiste una vastissima gamma di ugelli specializzati per applicazioni in industrie quali l'acciaieria, le cartiere, gli impianti anti-inquinamento, i sistemi antincendio, gli impianti di verniciatura e molti altri.